# Conny Torstensson
Conny Torstensson (* 28. August 1949 in Lofta nahe Västervik) ist ein ehemaliger schwedischer Fußballspieler. Der Weltmeisterschaftsteilnehmer von 1974 und 1978 gewann mit Åtvidabergs FF jeweils zweimal Meisterschaft und Pokal. Seine größten Erfolge hatte er mit dem FC Bayern München, mit dem er den Weltpokal, dreimal den Europapokal der Landesmeister und eine Deutsche Meisterschaft gewann. 2020 wurde er vom Verein der schwedischen Fußballhistoriker und -statistiker als 70. Mitglied in deren Ruhmeshalle aufgenommen.

## Karriere

### Vereine
Der Stürmer Conny Torstensson begann seine Karriere bei Åtvidabergs FF, der in Schweden als große Talentschmiede des Fußballs galt. Von 1967 bis 1973 spielte er für diesen Verein in der Allsvenskan, der schwedischen 1. Liga. 1972 und 1973 wurde er Schwedischer Meister sowie Pokalsieger der Jahre 1970 und 1971.
Im Europapokal der Landesmeister 1973/74 traf Åtvidaberg in der ersten Runde auf den deutschen Meister FC Bayern München, der das Hinspiel (in München) mit 3:1 gewann. Im Rückspiel führte Åtvidaberg – auch dank zweier Tore Torstenssons – bereits mit 3:0, ehe Uli Hoeneß elf Minuten vor Spielende den Treffer zum 3:1 erzielte. Im Elfmeterschießen setzten sich die Bayern mit 4:3 durch und Torstensson wechselte auf Betreiben von Trainer Udo Lattek und Manager Robert Schwan noch in der Winterpause für 580.000 DM nach München. Mit Torstensson gewannen die Bayern im weiteren Verlauf erstmals den Europapokal der Landesmeister, wobei er in beiden Endspielen gegen Atlético Madrid zum Einsatz kam. Auch im Endspiel von 1975 gegen Leeds United war er in der Aufstellung. Beim Landesmeisterwettbewerb von 1975/76, wo Bayern im Endspiel gegen AS St. Etienne gewann, war er nur in drei Spielen bis zum Achtelfinale dabei. Torstensson erzielte in diesen Europapokalwettbewerben zahlreiche wichtige Tore – insgesamt 10 in 21 Partien – und erwarb sich so die Beinamen „Europacup Conny“ und „Mr. Europacup“. Die Boulevardblätter titelten auch gerne "TOR-stensson". Ende 1976 war er auch in beiden Endspielen um den Weltpokal gegen Cruzeiro EC aus Brasilien dabei, wo sich die Bayern als erste deutsche Mannschaft diese Trophäe sicherten.
Darüber hinaus absolvierte Torstensson für den FC Bayern 81 Liga- (11 Tore) und zwölf DFB-Pokal-Spiele (4 Tore). Sein erstes Pflichtspieltor für die Bayern war der 2:1-Siegtreffer im Achtelfinale des Vereinspokals bei Werder Bremen am 15. Dezember 1973. Sein Bundesliga-Debüt gab Torstensson am 5. Januar 1974 (18. Spieltag) bei der 2:4-Niederlage gegen Fortuna Düsseldorf; sein erster Treffer war der 1:0-Siegtreffer bei Rot-Weiss Essen am 19. Januar 1974 (20. Spieltag).  1974 gewann er mit den Bayern die Deutsche Meisterschaft.
Sein Ende bei den Bayern kam, als diese an seiner statt seinen Landsmann Benny Wendt für eine Ablösesumme von 720.000 Mark verpflichten wollten und zudem auch den aus der eigenen Jugend gekommenen Türken Erhan Önal öfter aufbieten wollten, womit die beiden Positionen für Ausländer bei den Bayern ausgefüllt gewesen wären. Die Bayern entschieden sich zwar gegen Wendt und verpflichteten statt diesem den jugoslawischen Mittelfeldlenker Branko Oblak, der etwa 200.000 Mark weniger kostete, was aber an der Situation als solches nichts änderte.
Daher wechselte Torstensson zur Saison 1977/78 zum Schweizer Erstligisten FC Zürich, der, um die eine Ausländerstelle nach seinerzeitigen Regularien freizumachen, den deutschen Hans-Joachim Weller abbaute. Mit den Zürchern wurde er Fünfter in der Meisterschaft. Torstensson kam zwar unter Trainer Timo Konietzka regelmäßig zum Einsatz und kam so zu 24 von 32 möglichen Ligaspielen, in denen er viermal ins gegnerische und auch einmal ins eigene Tor traf, doch insgesamt verlief das Engagement für beide Seiten unbefriedigend. Unter dem neuen Trainer Zlatko „Čik“ Čajkovski nahm in der Folgesaison der jugoslawische Neuzugang Jure Jerković seinen Platz ein und Torstensson wurde bald zum gerade wieder in die erste Liga aufgestiegenen Åtvidabergs FF abgegeben. Nach drei Saisons im Kampf gegen den Abstieg beendete er 1980 seine Spielerkarriere.

### Nationalmannschaft
Torstensson spielte zwischen 1972 und 1979 vierzig Mal für die Nationalmannschaft und erzielte sieben Tore. Er nahm an der Fußball-Weltmeisterschaft 1974 in Deutschland teil, bei der er in der Gruppe III der 1. Finalrunde zweimal, in der Gruppe B der 2. Finalrunde dreimal zum Einsatz kam und gegen Jugoslawien mit dem 2:1-Siegtreffer, vier Minuten vor Spielende, für den einzigen schwedischen Sieg dort sorgte. Er zählte zum Kader bei der Fußball-Weltmeisterschaft 1978, wo er bei der 0:1-Niederlage im zweiten Spiel Schwedens gegen Österreich als Wechselspieler zum Einsatz kam. Beim 1:1 gegen Brasilien und dem 0:1 gegen Spanien kam er nicht zum Einsatz. Seine Abschiedsvorstellung im „Drei-Kronen-Team“ gab er im Juni 1979 in einem freundschaftlichen Länderkampf gegen England im Råsunda Stadion von Solna der 0:0 endete.

### Trainer
1986 trainierte er Åtvidabergs FF und wurde mit dem Verein Vierter in der Südgruppe der zweiten schwedischen Liga.

## Sonstiges
Nach seiner Zeit als Spieler arbeitete Torstensson, in seinem ursprünglichen bürgerlichen Beruf Programmierer, zunächst in der Verpackungsindustrie. Später war er auch Betreuer, Trainer, Vorstand und Manager bei Åtvidabergs FF. 1986 war er Trainer der damaligen Mannschaft in der zweiten Division. Auch war er Präsident seines Jugendvereins Gamleby IF. Zwischen Juli 2007 und Dezember 2009 war er Sportchef bei der Speedway-Mannschaft – Speedway ist in Schweden eine relativ bedeutende Sportart – von Västervik, die in jener Zeit eine nationale Vizemeisterschaft einfuhr, aber danach einen heftigen Niedergang verzeichnete.
Dieser Tage lebt er mit seiner Frau Annette, einer Lehrerin und Kommunalpolitikerin der Centerpartiet, an einem See in der kleinen Ortschaft Borghult ca. 25 km nordwestlich von Västervik. Das Paar ist seit 1971 verheiratet und hat zwei Töchter.

## Erfolge
- Weltpokal: 1976
- Europapokalsieger der Landesmeister: 1974, 1975, 1976
- Deutsche Meisterschaft: 1974
- Schwedischer Pokalsieger 1970, 1971
- Schwedischer Meister 1972, 1973

Ehrungen:
- 1973: Stor Grabb
- 2020: Mitglied der Ruhmeshalle des Vereins der schwedischen Fußballhistoriker und -statistiker